# 백운아트홀
백운아트홀(白雲아트홀, 영어: Baekun Art Hall)은 강원특별자치도 원주시에 위치한 공립 복합 문화예술 공연장이다. 2007년 11월 완공된 원주시 신청사와 함께 준공되었으며, 원주시 시청의 부속 시설로, 치악예술관등 관내 여타 문화 시설이 원주문화재단이 운영하는 데 반해, 백운아트홀은 원주시가 직영하고 있는 것이 특징이다.
2층 규몰, 약 900여석을 수용할 수 있는 중형 공연장이다.

## 연혁
- 2007년 11월 21일: 원주시청과 함께 백운아트홀 개관

## 공연 목록
다음은 백운아트홀에서 이루어진 공연 일람이다.
- 2018년 10월 27일: «손열음의 아마데우스»
- 2019년 5월 29일: «유키 구라모토 내한 20주년 기념 콘서트»

## 상주 단체
백운아트홀의 상주 단체는 별도로 존재하지 않지만, 원주시립교향악단과 원주시립합창단의 주공연장으로 사용되고 있다.

## 같이 보기
- 원주시